# ميرا ناي
ميرا ناي (بالإنجليزية: Myra Nye) هي صحفية أمريكية، ولدت في 12 مايو 1875، وتوفيت في 28 يناير 1955.